# Giacomo Gentili
Giacomo Gentili (Cremona, 3 de julio de 1997) es un deportista italiano que compite en remo.
Participó en dos Juegos Olímpicos de Verano, obteniendo una medalla de plata en París 2024, en la prueba de cuatro scull, y el quinto lugar en Tokio 2020, en la misma prueba.
Ganó cuatro medallas en el Campeonato Mundial de Remo entre los años 2018 y 2023, y ocho medallas en el Campeonato Europeo de Remo entre los años 2017 y 2024.

## Palmarés internacional
| Juegos Olímpicos   | Juegos Olímpicos         | Juegos Olímpicos  | Juegos Olímpicos |
| Año                | Lugar                    | Medalla           | Prueba           |
| ------------------ | ------------------------ | ----------------- | ---------------- |
| 2024               | París (Francia)          | Medalla de plata  | Cuatro scull     |
| Campeonato Mundial |                          |                   |                  |
| Año                | Lugar                    | Medalla           | Prueba           |
| 2018               | Plovdiv (Bulgaria)       | Medalla de oro    | Cuatro scull     |
| 2019               | Ottensheim (Austria)     | Medalla de bronce | Cuatro scull     |
| 2022               | Račice (República Checa) | Medalla de bronce | Cuatro scull     |
| 2023               | Belgrado (Serbia)        | Medalla de plata  | Cuatro scull     |
| Campeonato Europeo |                          |                   |                  |
| Año                | Lugar                    | Medalla           | Prueba           |
| 2017               | Račice (República Checa) | Medalla de bronce | Cuatro scull     |
| 2018               | Glasgow (Reino Unido)    | Medalla de oro    | Cuatro scull     |
| 2019               | Lucerna (Suiza)          | Medalla de plata  | Cuatro scull     |
| 2020               | Poznań (Polonia)         | Medalla de plata  | Cuatro scull     |
| 2021               | Varese (Italia)          | Medalla de oro    | Cuatro scull     |
| 2022               | Múnich (Alemania)        | Medalla de oro    | Cuatro scull     |
| 2023               | Bled (Eslovenia)         | Medalla de bronce | Cuatro scull     |
| 2024               | Szeged (Hungría)         | Medalla de oro    | Cuatro scull     |